# Felddieksboll
Der Felddieksboll ist eine Turmhügelburg (Motte) in einem zum Gutsbezirk Loxten bei Nortrup gehörenden Waldgelände im Landkreis Osnabrück in Niedersachsen.

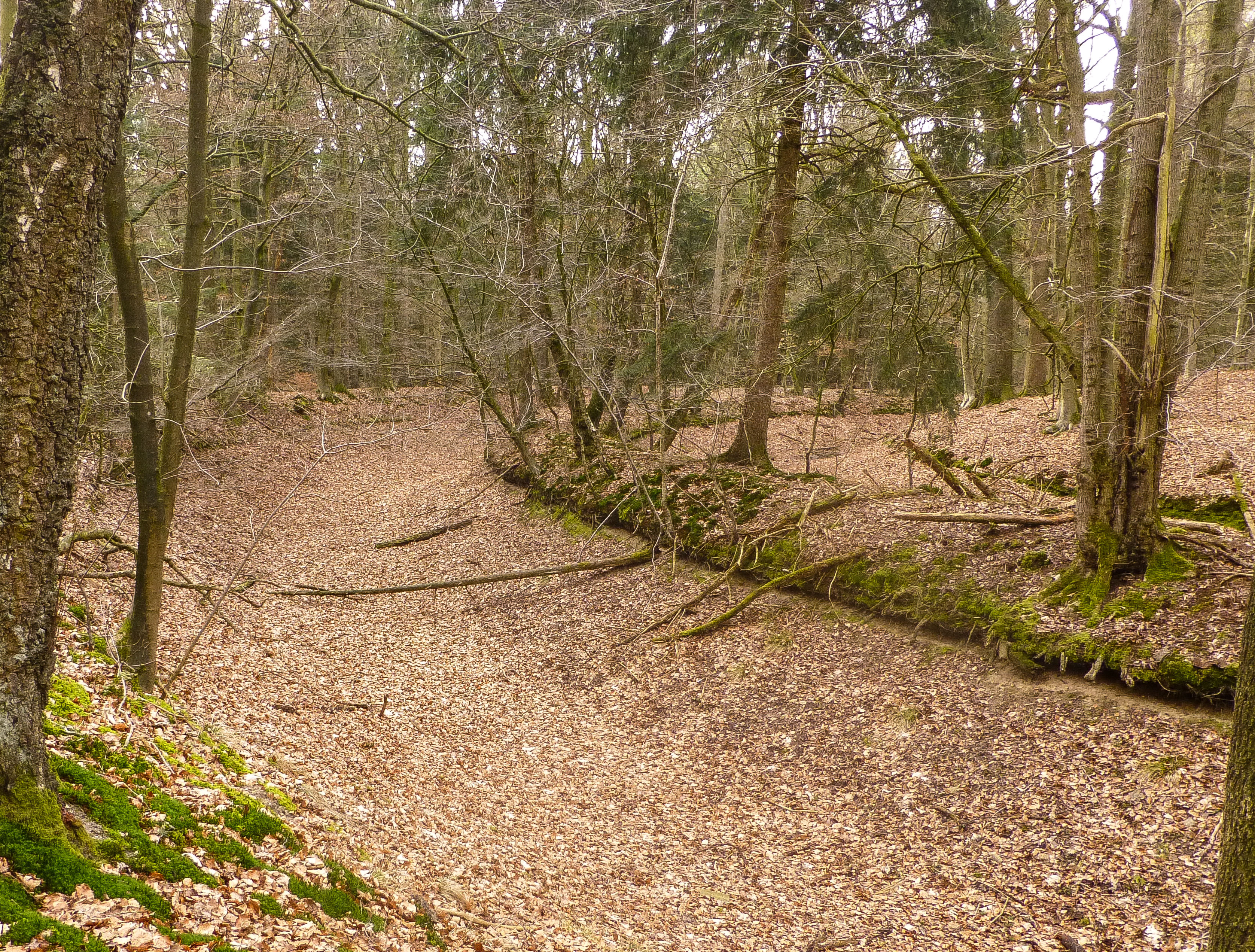
Die Befestigung der Motte Felddieksboll

Die Motte Felddieksboll ist die besterhaltene Turmhügelburg im Landkreis Osnabrück. Der Hügel besitzt einen Durchmesser von ca. 70 m und ist noch ungefähr 6 m hoch erhalten. Umgeben war er von einem wasserführenden Doppelgraben mit dazwischenliegendem Wall. Die Gräben sind 5 bis 8 m breit, der Wall besitzt eine Sohlbreite von 10 m und ist noch ca. 1,3 m hoch erhalten. Die Gräben sind durch ein Teich- und Kanalsystem mit dem Reitbach verbunden. Die Befestigung ist in der Nordhälfte eingeebnet und durch den Munitions- und Gerätebunker eines Tontaubenschießstandes gestört.
Zum Felddieksboll gehört eine fast quadratische Holzung, die mit einem Gewässer nordöstlich abschließt. Die Flurkarte der Osnabrücker Landvermessung von 1788 weist im Bezirk Loxten an dieser Stelle die Holzung auf, in deren Nordteil sich ein von West nach Ost verlaufendes Grabenstück befindet. 
Die Turmhügelburg war möglicherweise eine Vorgängeranlage des etwas entfernt liegenden Wasserschlosses Gut Loxten. 